# Kris Holm
Kris Holm (* 15. Juli 1973) ist ein kanadischer Einradfahrer, Vorreiter des Mountain Unicycling und gewann unter anderem die Weltmeisterschaft im Unicycle Trial 2002. Er lebt mit seiner Frau und seiner Tochter in Vancouver.

## Laufbahn
Kris Holm begann im Jahr 1986 mit dem Einradfahren und gilt als einer der ersten Munifahrer (Muni: Mountain Unicycling). Er ist Initiator der ersten Einrad-Trial-Wettkämpfe. 1998 stellte er einen Weltrekord im Sidehop (Hochsprung zur Seite) auf, der bis 2004 Bestand hatte. Im selben Jahr begann er mit dem Norco Factory Team Trialvorführungen zu machen und tourte mit diesem bis 2006. 1999 wurde Holm Nordamerikanischer Meister im Einrad-Trial. Er begann mit dem Einrad die Welt zu bereisen, auf der Suche nach immer neuen Herausforderungen. So fuhr er beispielsweise vom Pico de Orizaba, dem dritthöchsten Berg Nordamerikas, mit dem Einrad herunter. 2001 veröffentlichte er mit One Tired Guy seinen ersten großen Einradfilm. Auf alten Handelsrouten durchquerte er das Königreich Bhutan im Himalaya und befuhr die Chinesische Mauer. Daraus entstand sein Film Into the Thunder Dragon.
2002 machte Kris Holm an der University of British Columbia einen Abschluss als Master of Science in Geowissenschaften und arbeitet seitdem als Geowissenschaftler. Ebenfalls 2002 wurde er Weltmeister im Einrad-Trial und gewann 2005 auch den Titel des Europameisters. 2006 bestieg er den knapp 6000 m hohen Vulkan Licancabur in Bolivien und fuhr mit dem Einrad hinab. 2010 nahm er als einziger Einradfahrer beim BC Bike Race, einem siebentägigen Mountainbike-Rennen in British Columbia, teil und wurde der erste Einradfahrer, der in einem bedeutenden Fahrradrennen einen Podestplatz erringen konnte (Platz 3 bei der 5. Etappe). 2013 beendete er mit 40 Jahren offiziell seine semiprofessionelle Karriere. Den Einradsport will er jedoch weiter betreiben.
Kris Holm war in zahlreichen Extremsportfilmen, zum Beispiel One Tired Guy, Into the Thunder Dragon, New World Disorder, North Shore Extreme sowie im Fernsehen zu sehen und in einem Ausschnitt von Tim Burtons Sendung Ripley’s Believe It Or Not. Dies waren die ersten weltweiten Auftritte eines Einrad-Sportlers und trugen dazu bei, den Sport des Mountain-Unicycling populär zu machen. Insgesamt war er seit 1998 in über 200 Features und 13 Filmen, die auf Filmfestivals in über 30 Ländern gezeigt wurden, zu sehen. In der Dezemberausgabe 2005 des Men’s Journal wurde sein Film Into the Thunder Dragon in der Top 20 der besten Abenteuer-DVDs gelistet.

## Kris Holm Unicycles
1997 begann Holm Einradteile zu bauen. Die damals verfügbaren Komponenten waren den Belastungen dieses neuen Sports nicht gewachsen. Unfälle durch Materialversagen waren nicht selten. 1999 gründete er seine Firma Kris Holm Unicycles (KHU) und füllte damit eine Marktlücke, indem er erstmals Einräder anbot, die speziell für Offroad- und Bergeinradfahren konstruiert waren. Anfangs wurden die Räder von Norco produziert, inzwischen hat KHU eine eigenständige Fertigung. Durch jahrelange Erfahrung und Austausch mit anderen Topfahrern und Ingenieuren gelang es ihm, durchdachte Produkte auf den Markt zu bringen.
Die Firma Kris Holm Unicycles unterstützt den Einradsport, indem sie talentierte Fahrer auf der ganzen Welt sponsert und mit Material ausrüstet. Kris Holm Unicycles engagiert sich für umweltbewusste Herstellungsprozesse und spendet ein Prozent des Umsatzes für den Umweltschutz.

## Filmografie
Eigene Filme
- 2001 Whitetrax (Kurzfilm)
- 2001 One Tired Guy (inkl. Whitetrax)
- 2002 Into the Thunder Dragon
- 2005 Defect
- 2007 A Fine Balance
- 2013 Focal Point

Gastauftritte in Einrad- und Mountainbikefilmen
- 1998 North Shore Extreme II (North-Shore-Mountainbike-Film)
- 1999 North Shore Extreme III (North-Shore-Mountainbike-Film)
- 1999 Evolve (Mountainbike Trial- und Stuntfilm)
- 2000 New World Disorder (Extrem-Mountainbike Film)
- 2000 North Shore Extreme IV (North-Shore-Mountainbike-Film)
- 2001 New World Disorder II (Extrem-Mountainbike Film)
- 2001 Universe (Einradfilm)
- 2004 Universe 2 (Einradfilm)
- 2007 Revolution One - A Story of Off-Road Unicycling (Einradfilm)
- 2011 Winter (Wintersportfilm des Ski Channel)
- 2012 ESPN E:60 - Extreme Unicycling (Einradfilm)

Features
- 2010 Unicyclist Kris Holm Prepares for BC Bike Race (Glabal TV)
- 2011 Unicyclist Kris Holm on steep trails (Mercedes-Benz.tv)
- Ripley's Believe It Or Not!
- diverse weitere TV-Features

## Publikationen
- einzelne Kapitel in: Andreas Anders-Wilkens (Hrsg.): Einradfahren: Moves & Tricks für Fortgeschrittene. Meyer & Meyer Verlag, 2010, ISBN 978-3-89899-536-8.
- The Essential Guide to Mountain and Trials Unicycling. Gradient Press, 2012, ISBN 978-0-9868418-0-4.